# Caraipa multinervia
Caraipa multinervia là một loài thực vật có hoa trong họ Calophyllaceae. Loài này được Kubitzki mô tả khoa học đầu tiên năm 1986.